# Les Illusions fantaisistes
Les Illusions fantaisistes va ser un curtmetratge mut de comèdia francès del 1910 dirigit per Georges Méliès.

## Producció
Méliès apareix a la pel·lícula com el mag, amb l'actor Manuel com a ajudant. Els efectes especials de la pel·lícula es van crear amb maquinària escènica i escamoteigs.
La pel·lícula inclou trucs de màgia que Méliès havia interpretat prèviament en directe a l'escenari del seu teatre de les il·lusions de París, el Théâtre Robert-Houdin: un en què les cartes gegants surten d'un estand i un altre en què surt un cap. d'una caixa i persegueix el mag per l'escenari. (Aquesta última il·lusió escènica va ser creada per Méliès com a "Le décapité recalcitrant" l'any 1891, amb el cap el d'un pedant parlant, el professor Barbenfouillis.)

## Estrena i supervivència
La pel·lícula va ser estrenada l'any 1910 per la Star Film Company de Méliès i està numerada 1508–1512 als seus catàlegs. Una impressió supervivent de la pel·lícula va ser redescoberta a la dècada de 1920 per Jean P. Mauclaire, director del cinema d'art francès Studio 28. (La gravació era una d'un lot de pel·lícules de Méliès que havien estat propietat dels grans magatzems Dufayel de París i que havien estat emmagatzemades després a la Château de Jeufosse a Normandia, on Mauclaire els va trobar.) Mauclaire va exhibir la pel·lícula com a part de la Gala Méliès a la Salle Pleyel el 16 de desembre de 1929.
La impressió supervivent de la pel·lícula és colorida a mà, però no és clar quan es va pintar; el programa Gala Méliès va identificar l'estampa com a còpia original, però se sap que alguns gravats exposats a la Gala van ser pintats a mà l'any 1929 expressament per aquell esdeveniment. Una llegenda diu que la coloració de 1929 la va fer Berthe Thuillier, una artista que havia col·laborat prolíficament amb Méliès en la coloració de pel·lícules a principis de segle. Tanmateix, això es va desmentir en una entrevista amb la mateixa Thuillier a la revista Le Nouvel Art Cinematographique (volum 5, gener de 1930, pàgina 74).